# Quốc vụ viện Cộng hòa Nhân dân Trung Hoa
Quốc vụ viện nước Cộng hòa Nhân dân Trung Hoa (Quốc vụ viện; Trung Văn giản thể: 中华人民共和国国务院, Hán-Việt: Trung hoa Nhân dân Cộng hòa quốc Quốc vụ viện) hay Chính phủ Nhân dân Trung ương nước Cộng hòa Nhân dân Trung Hoa là cơ quan hành chính và hành pháp nhà nước cao nhất - hay còn được mô tả là chính phủ - của nước Cộng hòa Nhân dân Trung Hoa. Quốc vụ viện do Thủ tướng, Phó Thủ tướng, Ủy viên Quốc vụ, Bộ trưởng các bộ, Chủ nhiệm các ủy ban, Tổng Kiểm toán, Tổng Thư ký Quốc vụ viện tạo thành. Cơ quan này thực hiện và cụ thể hóa các pháp luật, quyết định của Quốc hội Trung Quốc (Đại hội đại biểu nhân dân toàn quốc, gọi tắt là Nhân đại toàn quốc). Quốc vụ viện điều hành đất nước thông qua các bộ và các cơ cấu trực thuộc. Phạm vi bao quát của Quốc vụ viện là vô cùng rộng lớn và đa dạng từ các hoạt động thực thi pháp luật, quản lý kinh tế, phát triển giáo dục, khoa học, y tế, thể thao cho đến an ninh xã hội, ngoại giao, v.v... Một điểm đặc biệt là Quốc vụ viện không quản lý hoạt động của Quân giải phóng nhân dân Trung Quốc. Quân đội Trung Quốc đặt dưới sự lãnh đạo của Ủy ban Quân sự Trung ương Nhà nước – cơ quan do Quốc hội bầu ra.
Đứng đầu Quốc vụ viện là Tổng lý Quốc vụ, tức Thủ tướng. Hiện nay, Quốc vụ viện Trung Quốc gồm 27 bộ và ủy ban, là: Tổng thư kí Quốc vụ viện, Bộ ngoại giao, Bộ quốc phòng, Ủy ban cải cách và phát triển, Bộ giáo dục, Bộ khoa học công nghệ, Bộ công nghiệp và truyền thông, Ủy ban dân tộc nhà nước, Bộ công an, Bộ an ninh quốc gia, Bộ giám sát, Bộ dân chính, Bộ tư pháp, Bộ tài nguyên nhân sự và bảo trợ xã hội, Bộ giao thông vận tải, Bộ tài nguyên tự nhiên, Bộ môi trường sinh thái, Bộ Nhà ở và xây dựng thành thị nông thộn, Bộ văn hóa và du lịch, Bộ thủy lợi, Chủ nhiệm ủy ban y tế và sức khỏe quốc gia, Bộ các vấn đề về cựu chiến binh, Bộ tình trạng khẩn cấp, Bộ nông nghiệp nông thôn, Bộ thương mại, Ngân hàng nhân dân Trung Quốc, Cơ quan kiểm toán.

## Chức năng và quyền hạn
Quốc vụ viện có các chức năng sau:
1. Căn cứ theo Hiến pháp và pháp luật, quy định các biện pháp hành chính, ban hành các văn bản pháp quy hành chính, ra các quyết định và các thông tư;
2. Trình các dự thảo đối với Đại hội Đại biểu nhân dân toàn quốc và Ủy ban thường vụ Đại hội Đại biểu nhân dân toàn quốc;
3. Quy định nhiệm vụ và chức trách của các Bộ và các Ủy ban, thống nhất lãnh đạo công tác các Bộ, các Ủy ban và công tác hành chính trên phạm vi toàn quốc mà không thuộc phạm vi các Bộ hoặc các Ủy ban quản lý;
4. Thống nhất lãnh đạo công tác của cơ quan hành chính nhà nước các cấp địa phương trên cả nước, quy định ranh giới chức năng quyền hạn giữa cơ quan hành chính nhà nước trung ương với các cấp địa phương như tỉnh, khu tự trị, thành phố trực thuộc trung ương;
5. Hoạch định và thi hành dự toán nhà nước, kế hoạch phát triển xã hội và kinh tế quốc dân;
6. Lãnh đạo, quản lý công tác kinh tế và xây dựng thành phố thị trấn;
7. Lãnh đạo, quản lý công tác giáo dục, khoa học, văn hoá, vệ sinh, thể dục và sinh đẻ có kế hoạch;
8. Lãnh đạo, quản lý công tác dân chính, công an, hành chính tư pháp và kiểm sát…;
9. Quản lý công việc đối ngoại, ký kết hiệp định và các điều ước quốc tế với nước ngoài;
10. Lãnh đạo và quản lý sự nghiệp xây dựng quốc phòng;
11. Lãnh đạo và quản lý sự nghiệp dân tộc, bảo đảm quyền lợi bình đẳng của dân tộc thiểu số và quyền tự trị của địa phương tự trị dân tộc thiểu số;
12. Bảo vệ quyền và lợi ích chính đáng của Hoa kiều, bảo hộ quyền, lợi ích hợp pháp của kiều bào và Hoa kiều về nước;
13. Sửa đổi hoặc huỷ bỏ mệnh lệnh, chỉ thị và quy định không phù hợp do các Bộ hoặc các Ủy ban ban hành;
14. Sửa đổi hoặc huỷ bỏ các quyết định và mệnh lệnh không phù hợp do cơ quan hành chính nhà nước địa phương các cấp ban hành;
15. Phê chuẩn ranh giới giữa các tỉnh, khu tự trị, thành phố trực thuộc; phê chuẩn quy hoạch ranh giới giữa châu tự trị, huyện, huyện tự trị, thành phố;
16. Quyết định giới nghiêm trong phạm vi bộ phận của tỉnh, khu tự trị, thành phố trực thuộc;
17. Xem xét biên chế của cơ quan hành chính, miễn nhiệm, bồi dưỡng, sát hạch, thưởng phạt cán bộ hành chính theo quy định pháp luật;
18. Các quyền khác mà Đại hội Đại biểu nhân dân toàn quốc và Ủy ban thường vụ Đại hội Đại biểu nhân dân toàn quốc trao cho.

## Cơ cấu thành viên
Cơ cấu thành viên Quốc Vụ viện bao gồm: Thủ tướng, một số Phó thủ tướng, một số Ủy viên Quốc vụ; Bộ trưởng các Bộ; Chủ nhiệm các Ủy ban; Tổng Kiểm toán và Tổng Thư ký Quốc vụ (Bí thư Trưởng). Cơ cấu tổ chức của Quốc vụ viện do pháp luật quy định.
Quốc Vụ viện thi hành chế độ trách nhiệm Thủ tướng. Các Bộ, các Ủy ban thi hành chế độ trách nhiệm Bộ trưởng, Chủ nhiệm.
Trong khi các Phiên họp Thường vụ của Quốc vụ viện chỉ bao gồm Thủ tướng, các Phó Thủ tướng, các Ủy viên Quốc vụ và Tổng thư ký Quốc vụ; thì các Phiên họp toàn thể của Quốc vụ viện bao gồm tất cả các thành viên của Quốc vụ viện.

## Nhiệm kỳ
Nhiệm kỳ của Quốc vụ viện trùng với nhiệm kỳ Đại hội Đại biểu nhân dân toàn quốc.
Thủ tướng, Phó Thủ tướng, Ủy viên Quốc vụ viện không giữ chức vụ quá 2 nhiệm kỳ.

## Phân công công tác
Thủ tướng lãnh đạo công tác Quốc Vụ viện. Phó Thủ tướng, Ủy viên Quốc Vụ viện là những người giúp việc cho Thủ tướng.
Thủ tướng, Phó Thủ tướng, Ủy viên Quốc vụ viện, Thư ký trưởng tổ chức thành Phiên họp thường vụ Quốc vụ viện.
Thủ tướng triệu tập và chủ trì Phiên họp Thường vụ Quốc vụ viện và Phiên họp Toàn thể Quốc vụ viện.

## Một số tổ chức thuộc Quốc vụ viện

### Bộ Ngoại giao
Bộ ngoại giao là cơ quan của quốc vụ viện phụ trách thi hành chính sách đối ngoại, chủ quản công tác ngoại giao ngày thường. Chức trách chính là đại diện quốc gia và chính phủ quản lý công việc ngoại giao, bao gồm công bố chính sách và quyết định đối ngoại của nhà nước, công bố văn kiện ngoại giao và tuyên bố, phụ trách tiến hành đàm phán và giao thiệp ngoại giao, ký các văn kiện ngoại giao như: hiệp ước, hiệp định; tham gia hội nghị quốc tế của Liên Hợp Quốc cũng như giữa chính phủ và các hoạt động của các tổ chức quốc tế; phụ trách thiết lập đại sứ quán, lãnh sự quán cũng như cơ quan đại diện, quản lý nhân viên sứ quán và lãnh sự quán, chỉ đạo, tổ chức và phối hợp thống nhất hoạt động ngoại giao của cơ quan ngoại vụ các ban ngành quốc vụ viện cũng như các tỉnh, khu tự trị, phụ trách công tác đào tạo và quản lý cán bộ ngoại giao.

### Ủy ban Phát triển và Cải cách nhà nước
Chức năng chính của Ủy ban phát triển và cải cách nhà nước là xây dựng và tổ chức thực thi chiến lược phát triển kinh tế xã hội quốc dân, quy hoạch kế hoạch trung và dài hạn cũng như kế hoạch trong năm; nghiên cứu phân tích tình hình kinh tế và tình hình phát triển trong và ngoài nước, dự đoán và cảnh báo kinh tế vĩ mô; nghiên cứu những vấn đề quan trọng liên quan tới an toàn kinh tế nhà nước, nêu ra đề nghị chính sách kiểm soát vĩ mô, phối hợp thống nhất phát triển kinh tế xã hội; quy hoạch dự án quan trọng và phân phối sức sản xuất, sắp xếp vốn xây dựng mang tính chất ngân sách nhà nước, chỉ đạo và giám sát việc sử dụng vốn xây dựng vay nước ngoài, chỉ đạo và giám sát phương hướng sử dụng vốn cho vay tín dụng mang tính chất ngân sách; chỉ dẫn vốn dân gian đầu tư vào tài sản cố định; nghiên cứu nêu ra mục tiêu và chính sách chiến lược sử dụng vốn đầu tư nước ngoài và ngoài Trung Quốc; sắp xếp dự án xây dựng chi ngân sách nhà nước và dự án xây dựng quan trọng, dự án có vốn đầu tư nước ngoài quan trọng, dự án khai thác tài nguyên nước ngoài và dự án sử dụng vốn đầu tư lớn; soạn thảo và xây dựng pháp quy và quy tắc phát triển kinh tế xã hội quốc dân, cải cách thể chế kinh tế, mở cửa đối ngoại, tham gia việc soạn thảo và thực thi những pháp luật pháp quy, v v...

### Bộ Thương mại
Bộ thương mại chính thức thành lập vào tháng 3 năm 2003.
Chức năng chính là xây dựng chiến lược phát triển, phương châm, chính sách mậu dịch trong và ngoài nước cũng như hợp tác kinh tế quốc tế, khởi thảo pháp luật pháp quy về mậu dịch trong và ngoài nước, hợp tác kinh tế quốc tế và đầu tư thương gia nước ngoài, lập quy hoạch phát triển mậu dịch trong nước, nghiên cứu nêu ra ý kiến cải cách thể chế lưu thông, vun đắp và phát triển thị trường thành thị và nông thôn; nghiên cứu và dự thảo chính sách đưa vận hành thị trường và trật tự lưu thông vào nền nếp cũng như phá vỡ lũng đoạn thị trường, đóng cửa địa phương, xây dựng hệ thống thị trường kiện toàn, thống nhất, cạnh tranh và có trật tự; giám sát và phân tích tình hình vận hành của thị trường và cung cầu hàng hoá, tổ chức thực thi hệ thống kiểm soát thị trường hàng tiêu dùng quan trọng và quản lý lưu thông tài liệu sản xuất quan trọng; nghiên cứu và ấn định biện pháp quản lý hàng hóa xuất nhập khẩu và danh sách hàng hóa xuất nhập khẩu, tổ chức thực thi kế hoạch hạn ngạch xuất nhập khẩu, xác định hạn ngạch và cho giấy phép; dự thảo và thi hành chính sách gọi thầu hạn ngạch hàng hoá xuất nhập khẩu; phụ trách tổ chức thống nhất các công tác chống bán phá giá, chống trợ cấp, các biện pháp đảm bảo cũng như những công tác khác liên quan tới mậu dịch xuất nhập khẩu công bằng, xây dựng cơ chế cảnh báo mậu dịch xuất nhập khẩu công bằng, tổ chức những ngành liên quan điều tra tình hình bị tổn hại; chỉ đạo và làm hài hoà việc ứng tố chống bán phá giá, chống trợ cấp, biện pháp đảm bảo đối với hàng hóa Trung Quốc của nước ngoài.
Các cơ quan trực thuộc sự quản lý của Quốc vụ viện đáng kể có:
- Tổng cục Hải quan
- Tổng cục Thuế
- Tổng cục Hàng không Dân dụng Trung Quốc
- Tổng cục Thể dục Thể thao
- Tổng cục Hải dương Quốc gia

...